# Детектив Друпи
Пёс Друппи — лучший в мире детектив (версия НТВ), Друпи-Суперсыщик (версия СТС) или Детектив Друпи (версия Boomerang) (англ. Droopy, Master Detective) — американский мультипликационный сериал, снятый компанией Hanna-Barbera совместно с Metro-Goldwyn-Mayer. Впервые был показан на канале Fox, на нём с 11 сентября по 3 декабря 1993 года вышло 13 эпизодов. В 1994 году мультсериал был исключен из субботнего утреннего расписания Fox 1 января и вернулся в будние дни во второй половине дня в августе и сентябре.
«Детектив Друпи» — это пародия на детективные фильмы и шоу с полицейскими. Здесь унылый пёс Друпи и его сын Дриппл работают детективами «на грязных улицах большого города». Ранее сделанные семиминутные эпизоды были смешаны с более новыми семиминутными мультфильмами с участием персонажей «Том и Джерри. Детские годы». Остальную часть получасовой программы в основном занимал «Чокнутый Бельчонок» — ещё одно творение Текса Эйвери 1940-х годов. Бельчонок живёт в общественном парке, сделав жизнь невыносимой для вспыльчивого паркового служителя Двибла и его собаки Рампли. Сериал также включает в себя ещё двух персонажей из предыдущего шоу: Дикого Мышонка и Шаровую Молнию Супер-Бельчонка.

## Озвучивание
- Дон Мессик — Друпи
- Чарли Адлер — Дриппл, Чокнутый Бельчонок, Шаровая Молния Супер-Бельчонок
- Уильям Коллауэй — Рампли
- Тереза Ганзель — Мисс Вавум, Мисти Маус
- Фрэнк Уэлкер — Маквульф, Двибл, Дикий Мышонок, Пещерный человек Гранч